# 李村基督教堂
36°09′24.7″N 120°25′14.8″E / 36.156861°N 120.420778°E
李村基督教堂是位于中国山东省青岛市李沧区滨河路1183号的一座新教教堂，建于1904年，是青岛市区现存建造年代最早的德占时期教堂，也是李村地区为数不多的德占时期建筑之一，现为山东省文物保护单位。

## 历史
李村基督教堂为1900年柏林信义会传教士昆祚（Adolf Kunze）与和士谦（Johannes Voskamp）选定基地，1904年由传教士邵约翰（Theodor Scholz）主持修建。其后部原有多间房屋作为教会学校使用。“文革”期间，教堂先后由新华书店和河北大队占用，期间教堂钟楼及后院拆除。1983年由教会收回并修缮，1984年恢复礼拜。2002年8月12日，教堂列入第一批李沧区文物保护单位。2008年11月21日升格为青岛市文物保护单位。2013年10月10日升格为山东省文物保护单位。

## 建筑特色
李村基督教堂占地面积668.9平方米，堂内面积281.23平方米，可容纳300余人。教堂平面呈矩形，一层带阁楼。主入口朝南，建有小门厅，门窗上部发券。南北立面起曲线山墙，南立面山墙开圆窗与半圆窗。各门窗均以红砖装饰，檐口为红砖叠涩。红瓦双坡屋面上原有一座四边锥形钟楼。后侧祭坛突出部屋顶上现有极为罕见的带有十字架图案的中式瓦当与滴水瓦。

## 图集
- 德占时期的李村信义会堂
- 李村大集与后方的教堂
- 李村大集与教堂远景

- 近景
- 侧面
- 内部楼梯

- 叠涩与刻有十字架的瓦当与滴水瓦
- 内景，祭坛方向
- 内景，正门方向
- 天花板